# Огнецветки (род)
Огнецветки (лат. Pyrochroa) — род жуков одноимённого семейства.

## Экология
Взрослых жуков можно встретить на стволах деревьев или на цветах.

## Систематика
В составе рода:
- Pyrochroa cardoni Fairmaire, 1894
- Pyrochroa coccinea (Linnaeus, 1761)
- Pyrochroa daglariensis Young, 2004
- Pyrochroa pubescens Pic, 1907
- Pyrochroa serraticornis (Scopoli, 1763)
- Pyrochroa subcostulata Fairmaire, 1891